# 迪克森 (加利福尼亚州)
迪克森是美国加利福尼亚州索拉诺县下属的一个城市。于1878年3月30日建市。城市面积约为18.1平方公里，根据2010年美国人口普查，该市有人口18,351人。